# Hind Turret
Hind Turret är en bergstopp i Antarktis. Den ligger i Östantarktis. Nya Zeeland gör anspråk på området. Toppen på Hind Turret är 1 803 meter över havet.
Terrängen runt Hind Turret är kuperad österut, men västerut är den bergig.  Trakten är obefolkad. Det finns inga samhällen i närheten. 